# Escut de Vallfogona de Ripollès

Escut oficial de Vallfogona de Ripollès

L'escut oficial de Vallfogona de Ripollès té el següent blasonament:
Escut caironat: d'or, una vall de sinople sobremuntada i carregada de 3 pinyes de l'un a l'altre. Per timbre, una corona de comte.

## Història
Va ser aprovat el 10 d'abril de 1991 i publicat al DOGC el 24 del mateix mes amb el número 1434.
El castell local va pertànyer a la baronia de Milany, més endavant anomenada baronia de Vallfogona quan els Milany es van traslladar a la vila; als seus successors, els Pinós, se'ls va concedir el títol de comtes de Vallfogona (per això l'escut porta la corona de comte). A l'escut hi apareixen també les armes parlants dels Pinós, les pinyes, i la vall de Vallfogona.